# Atherina
Atherina – rodzaj ryb z rodziny aterynowatych (Atherinidae).

## Klasyfikacja
Gatunki zaliczane do tego rodzaju:
- Atherina boyeri – ateryna zwyczajna[3], ateryna Boyera[3], aterynka śródziemnomorska[4]
- Atherina breviceps
- Atherina hepsetus – smugobok[5][6][3], ateryna atlantycka[4]
- Atherina lopeziana
- Atherina presbyter – ateryna[7][8]

Gatunkiem typowym rodzaju jest Atherina hepsetus.

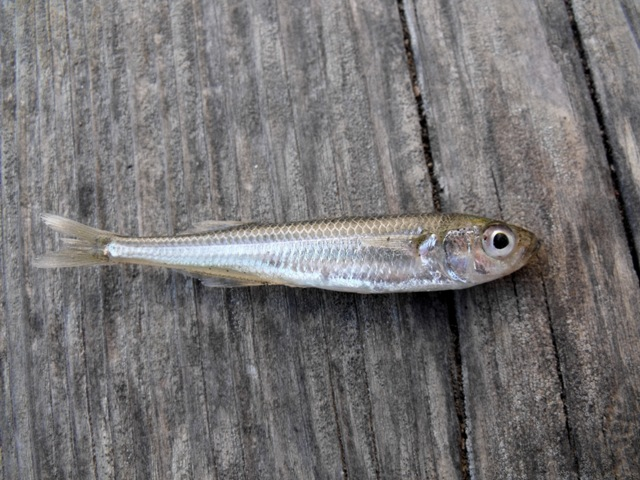
Atherina boyeri
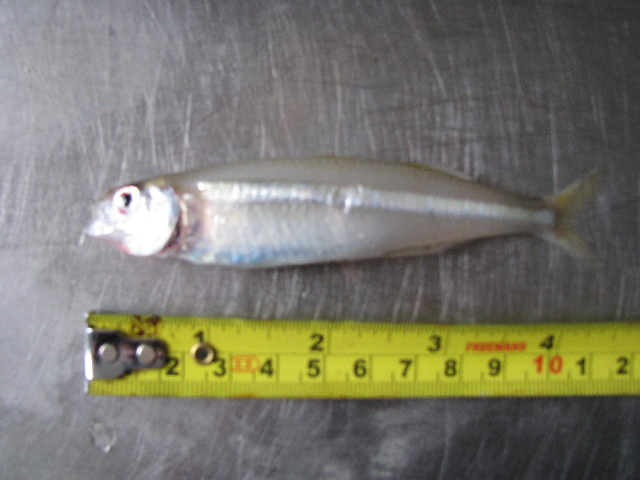
Atherina breviceps
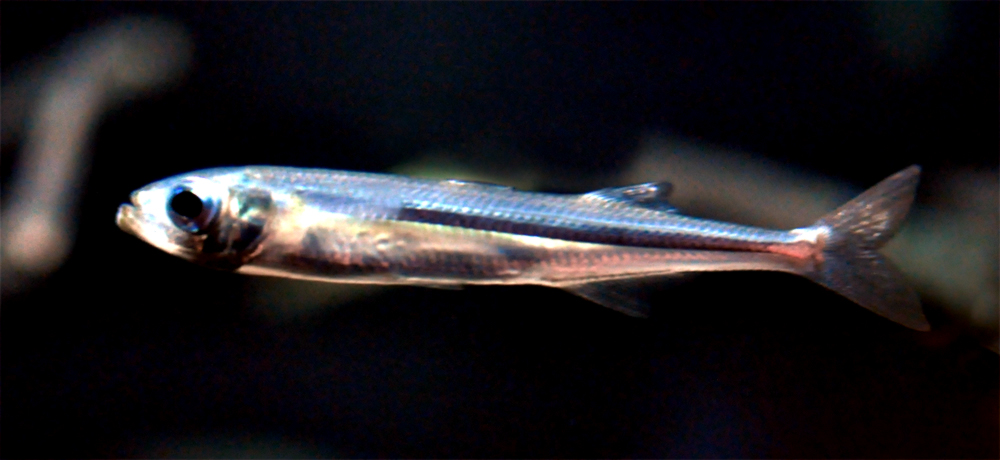
Atherina presbyter